# Tajuria bangkaianus
Tajuria bangkaianus är en fjärilsart som beskrevs av Ribbe 1926. Tajuria bangkaianus ingår i släktet Tajuria och familjen juvelvingar. Inga underarter finns listade i Catalogue of Life.